# XI Legislatura de Extremadura
La XI Legislatura de Extremadura comenzó el 20 de junio de 2023, fecha en la que se constituyó la nueva Asamblea tras el triunfo del Partido Socialista Obrero Español de Extremadura en las elecciones a la Asamblea de Extremadura celebradas el 28 de mayo de 2023.

## Elecciones

### Candidaturas
En la columna de la izquierda se muestran las candidaturas ordenadas según el número de escaños que tuvieron en la anterior legislatura. En la columna de la derecha aparecen las candidaturas nuevas y las que no obtuvieron representación parlamentaria en la anterior legislatura:
| Circunscripción | Candidatos | Otras candidaturas |
| --------------- | --- | --- |
| Badajoz         | - PSOE-E: Guillermo Fernández Vara - PP-E: Abel Bautista Morán - Ciudadanos: Fernando Baselga - UXE: Irene De Miguel Pérez           | VOX, UNA EXTREMADURA DIGNA, PACMA, POR UN MUNDO MAS JUSTO, JUNTOS POR EXTREMADURA, LEVANTA EXTREMADURA, PARTIDO EXTREMEÑISTA-EXTREMEÑISTAS-PARTIDO DE LOS EXTREMEÑOS                        |
| Cáceres         | - PSOE-E: Miguel Ángel Morales - PP-E: María Guardiola Martín - Ciudadanos: María Martín Andrada - UXE: José Antonio González Frutos | VOX, UNA EXTREMADURA DIGNA, CACERES VIVA, JUNTOS POR EXTREMADURA, LEVANTA EXTREMADURA, POR UN MUNDO MAS JUSTO, PARTIDO EXTREMEÑISTA-EXTREMEÑISTAS-PARTIDO DE LOS EXTREMEÑOS, SOMOS CÁCERES, |

### Resultado

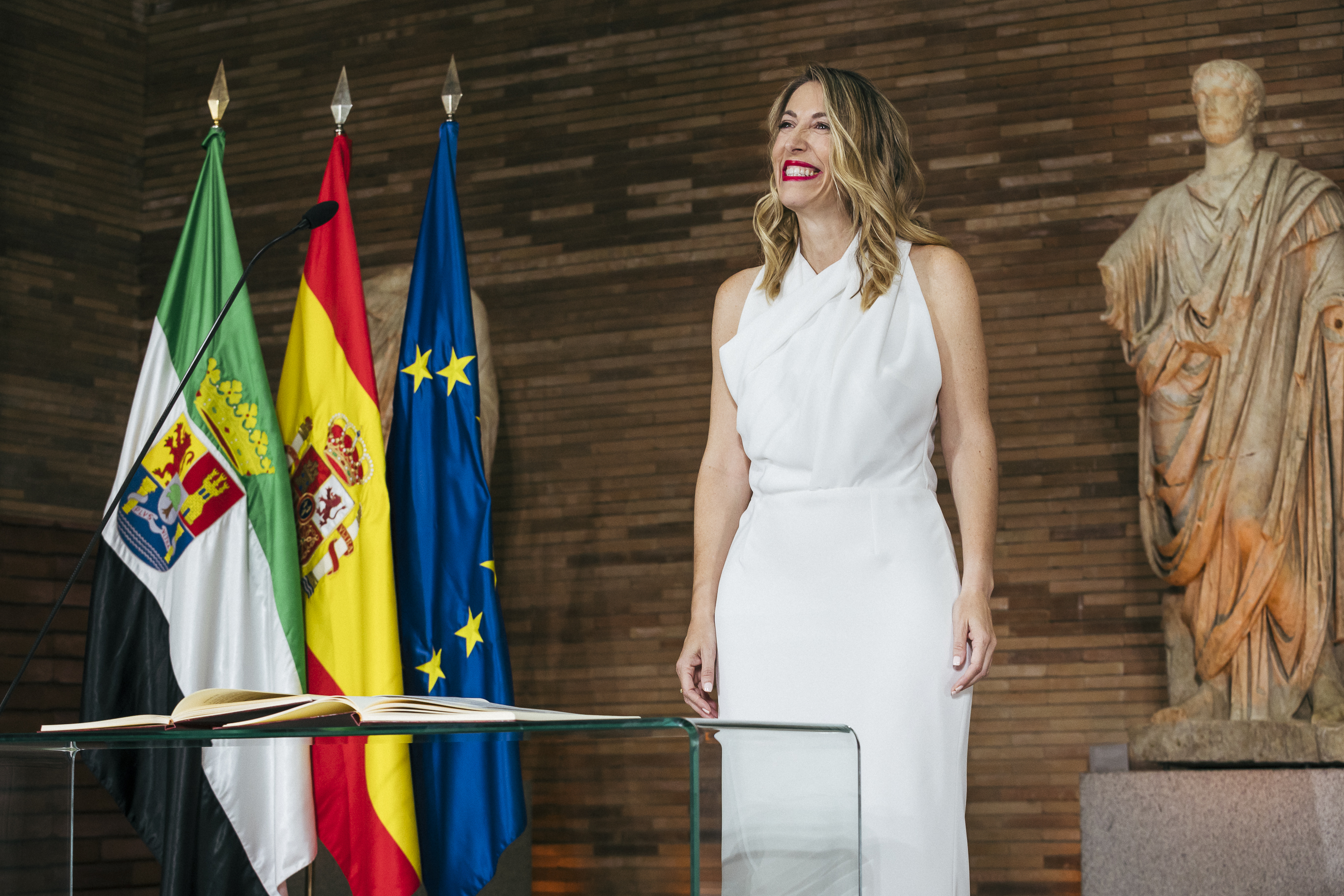
María Guardiola toma posesión como presidenta de la Junta de Extremadura

En la siguiente tabla se muestran solo los resultados definitivos de los partidos que obtuvieron representación parlamentaria en las elecciones de 2023 por circunscripciones electorales. En el apartado "total de participación" se incluyen los votos de todas las candidaturas que se presentaron a las elecciones y, por tanto, los datos hacen referencia a todas las personas que acudieron a votar:
| ← Elecciones a la Asamblea de Extremadura de 2023 Resultado autonómico y por circunscripciones |              |             |             |             |             |         |         |         |             |         |        |         |             |         |         |
| Candidaturas                                                                                   | Candidaturas | Extremadura | Extremadura | Extremadura | Extremadura |         | Badajoz | Badajoz | Badajoz     | Badajoz |        | Cáceres | Cáceres     | Cáceres | Cáceres |
| Candidaturas                                                                                   | Candidaturas | Votos       | %           | Esc.        | Crecimiento | Votos   | %       | Esc.    | Crecimiento | Votos   | %      | Esc.    | Crecimiento |         |         |
|                                                                                                | PSOE-E       | 242 366     | 39,89       | 28          | 6           | 156 286 | 41,21   | 16      | 4           | 86 080  | 37,69  | 12      | 2           |         |         |
|                                                                                                | PP-E         | 236 090     | 38,85       | 28          | 8           | 144 175 | 38,02   | 15      | 5           | 91 915  | 40,24  | 13      | 3           |         |         |
|                                                                                                | Vox          | 49 342      | 8,12        | 5           | 5           | 30 104  | 7,93    | 3       | 3           | 19 238  | 8,42   | 2       | 2           |         |         |
|                                                                                                | UXE          | 36 373      | 5,98        | 4           |             | 22 540  | 5,94    | 2       |             | 13 833  | 6,05   | 2       |             |         |         |
|                                                                                                |              |             |             |             |             |         |         |         |             |         |        |         |             |         |         |
|                                                                                                | Ciudadanos   | 5407        | 0,88        | 0           | 7           | 3520    | 0,92    | 0       | 4           | 1887    | 0,82   | 0       | 3           |         |         |
| Otras                                                                                          | Otras        | 38 388      | 6,23        | 0           |             | 22 553  | 5,98    | 0       |             | 15 426  | 6,78   | 0       |             |         |         |
| Total                                                                                          | Total        |             | 100,00      | 65          | -           | 387 964 | 100,00  | 36      | -           | 233 443 | 100,00 | 29      | -           |         |         |

## Instituciones durante la XI legislatura

### El Presidente
| Resultado de la votación de investidura del Presidente de la Junta de Extremadura |                                                        |      |    |    |   |   |       |
| Candidato                                                                         | Fecha                                                  | Voto |    |    |   |   | Total |
| Candidato                                                                         | Fecha                                                  | Voto |    |    |   |   | Total |
| María Guardiola                                                                   | 14 de julio de 2023 Mayoría requerida:Absoluta (33/65) | Sí   |    | 28 | 5 |   | 33/65 |
| María Guardiola                                                                   | 14 de julio de 2023 Mayoría requerida:Absoluta (33/65) | No   | 28 |    |   | 4 | 32/65 |
| María Guardiola                                                                   | 14 de julio de 2023 Mayoría requerida:Absoluta (33/65) | Abs. |    |    |   |   | 0/65  |
| Fuente: Asamblea de Extremadura                                                   |                                                        |      |    |    |   |   |       |

### Junta de Extremadura
| Junta de Extremadura                                         | Junta de Extremadura | Junta de Extremadura           | Junta de Extremadura           |
| ------------------------------------------------------------ | -------------------- | ------------------------------ | ------------------------------ |
| Partido Político                                             |                      | Partido Popular de Extremadura | Partido Popular de Extremadura |
| Partido Político                                             | Vox                  |                                |                                |
| Cargo                                                        | Nombre               | Nombre                         | Inicio                         |
| Presidencia de la Junta                                      |                      | María Guardiola                | 14 de julio de 2023            |
| Consejería de Presidencia, Interior y Diálogo Social         |                      | Abel Bautista                  | 20 de julio de 2023            |
| Consejería de Agricultura, Ganadería y Desarrollo Sostenible |                      | Mercedes Morán                 | 20 de julio de 2023            |
| Consejería de Hacienda y Administración Pública              |                      | Elena Manzano                  | 20 de julio de 2023            |
| Consejería de Sanidad y Servicios Sociales                   |                      | Sara García Espada             | 20 de julio de 2023            |
| Consejería de Gestión Forestal y Mundo Rural                 |                      | Ignacio Higuero                | 5 de octubre de 2023           |
| Consejería de Economía, Empleo y Transformación Digital      |                      | Guillermo Santamaría           | 20 de julio de 2023            |
| Consejería de Educación, Ciencia y Formación Profesional     |                      | Mercedes Vaquera               | 20 de julio de 2023            |
| Consejería de Infraestructuras, Transporte y Vivienda        |                      | Manuel Martín Castizo          | 20 de julio de 2023            |

### Asamblea de Extremadura

###### Grupos Parlamentarios
|                                            |                        |                                                                                                   |                                                                                  |                                                                               |           |  |
| Grupos Parlamentarios de la XI Legislatura |                        |                                                                                                   |                                                                                  |                                                                               |           |  |
| Grupo parlamentario                        | Grupo parlamentario    | Partidos                                                                                          | Portavoz                                                                         | Líder                                                                         | Diputados |  |
|                                            | Socialista             | Partido Socialista Obrero Español de Extremadura: 27 Socialistas Independientes de Extremadura: 1 | Soraya Vega Prieto                                                               | Miguel Ángel Gallardo Miranda (03/24-) Guillermo Fernández Vara (06/23-03/24) | 28        |  |
|                                            | Popular                | Partido Popular de Extremadura                                                                    | José Ángel Sánchez Juliá (07/23-) Abel Bautista Morán (06/23-07/23)              | María Guardiola                                                               | 28        |  |
|                                            | Vox Extremadura        | Vox                                                                                               | Óscar Arturo Fernández Calle (09/23-) Ángel Pelayo Gordillo Moreno (06/23-09-23) | Ángel Pelayo Gordillo Moreno                                                  | 5         |  |
|                                            | Unidas por Extremadura | Podemos Extremadura: 3 Izquierda Unida Extremadura: 1                                             | Irene de Miguel                                                                  | Irene de Miguel                                                               | 4         |  |
| Fuente: Asamblea de Extremadura            |                        |                                                                                                   |                                                                                  |                                                                               |           |  |

###### Mesa de la Asamblea
Según el Reglamento de la Asamblea de Extremadura, la presidencia de la Cámara ostenta la máxima representación de esta, preside todos los órganos de la misma, dirige las sesiones, sostiene y defiende las competencias de la Cámara y ejerce cuantas funciones le atribuye el Reglamento.

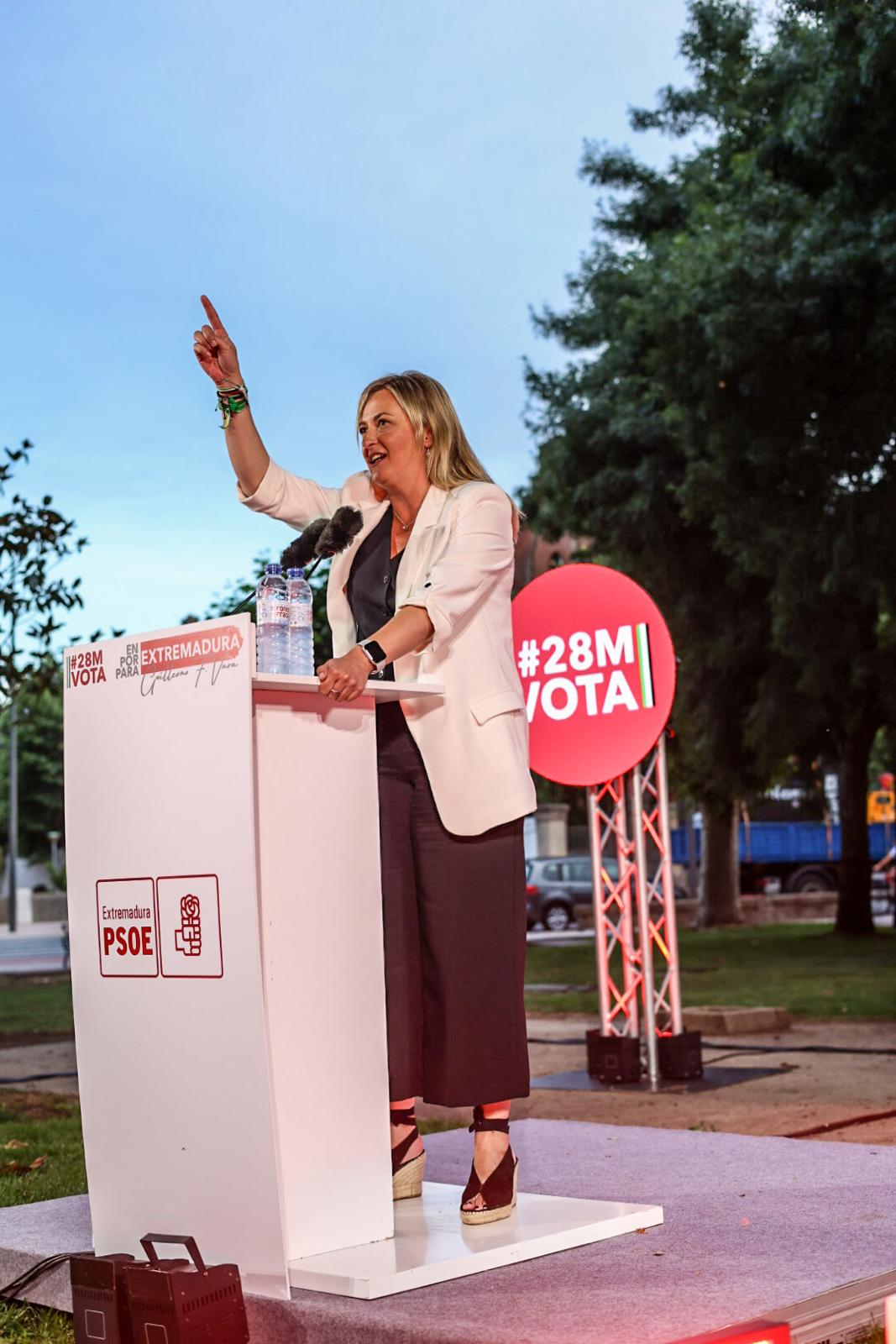
Blanca Martín, la actual presidenta de la Asamblea

| Mesa de la Asamblea (XI legislatura) | Mesa de la Asamblea (XI legislatura) | Mesa de la Asamblea (XI legislatura) |
| Cargo                                | Titular                              | Lista                                |
| ------------------------------------ | ------------------------------------ | ------------------------------------ |
| Presidenta                           | Blanca Martín Delgado                | PSOE-E                               |
| Vicepresidenta primera               | Lara Garlito Batalla                 | PSOE-E                               |
| Vicepresidente segundo               | Manuel Naharro Gata                  | PP-E                                 |
| Secretaria primera                   | María Elena Nevado del Campo         | PP-E                                 |
| Secretaria segunda                   | Estrella Gordillo Vaquero            | PSOE-E                               |
| Secretario Tercero                   | José Antonio González Frutos         | UXE                                  |
| Fuente: Asamblea de Extremadura      |                                      |                                      |

###### Comisiones
| Comisiones de la Asamblea de Extremadura                                      | Comisiones de la Asamblea de Extremadura | Comisiones de la Asamblea de Extremadura | Comisiones de la Asamblea de Extremadura | Comisiones de la Asamblea de Extremadura | Comisiones de la Asamblea de Extremadura |
| Comisión                                                                      | Presidencia                              | Presidencia                              | Presidencia                              | Vicepresidente/a                         | Secretario/a                             |
| Comisión                                                                      | G.P.                                     | G.P.                                     | Nombre                                   | Vicepresidente/a                         | Secretario/a                             |
| Comisiones Permanentes                                                        | Comisiones Permanentes                   | Comisiones Permanentes                   | Comisiones Permanentes                   | Comisiones Permanentes                   | Comisiones Permanentes                   |
| ----------------------------------------------------------------------------- | ---------------------------------------- | ---------------------------------------- | ---------------------------------------- | ---------------------------------------- | ---------------------------------------- |
| Administración Pública                                                        |                                          |                                          | María del Pilar Gómez de Tejada Díaz     | María de la Cruz Buendía Lozano          | Juan José García García                  |
| Agricultura, Ganadería y Desarrollo Sostenible                                |                                          | Laureano León Rodríguez                  | María Sol Mateos Nogales                 | Álvaro Luis Sánchez-Ocaña Vara           |                                          |
| Cultura, Turismo, Jóvenes y Deportes                                          |                                          | Sandra Victoria Valencia Ramos           | Nayara María Basilio Gómez               | Juan José García García                  |                                          |
| Economía, Empleo y Transformación Digital                                     |                                          | Santiago Amaro Barril                    | Rosa Ana Chamorro Serrano                | Javier Bravo Arrobas                     |                                          |
| Educación, Ciencia y Formación Profesional                                    |                                          | María Teresa Tortonda Gordillo           | Luis Tirado Vasco                        | Álvaro Luis Sánchez-Ocaña Vara           |                                          |
| Gestión Forestal y Mundo Rural                                                |                                          |                                          | Juan José García García                  | José Ramón Bello Rodrigo                 | Susana Rodríguez Sánchez                 |
| Hacienda y Presupuestos                                                       |                                          |                                          | José María Vergeles Blanca               | María Francisca Martín Luengo            | Oscar Arturo Fernández Calle             |
| Infraestructuras, Transporte y Vivienda                                       |                                          |                                          | María Agustina Rodríguez Martínez        | Ana María Fernández Rodríguez            | Oscar Arturo Fernández Calle             |
| Presidencia, Interior y Diálogo Social                                        |                                          | Pedro Pablo González Merino              | María de la Cruz Rodríguez Vegazo        | Javier Bravo Arrobas                     |                                          |
| Salud y Servicios Sociales                                                    |                                          | María Isabel Babiano Serrano             | Fernando Rodríguez Enrique               | Juan José García García                  |                                          |
| Comisiones Permanentes no Sectoriales                                         |                                          |                                          |                                          |                                          |                                          |
| Reglamento                                                                    |                                          |                                          | Blanca Martín Delgado                    | Manuel Naharro Gata                      | Álvaro Luis Sánchez-Ocaña Vara           |
| Control de la Empresa Pública "Corporación Extremeña de Medios Audiovisuales" |                                          |                                          | María Agustina Rodríguez Martínez        | Ricardo Andrés Utrera Fernández          | Oscar Arturo Fernández Calle             |
| Armonización                                                                  |                                          | Susana Rodríguez Sánchez                 | Jorge Amado Borrella                     | Oscar Arturo Fernández Calle             |                                          |
| Peticiones                                                                    |                                          |                                          | Blanca Martín Delgado                    | María de la Cruz Buendía Lozano          | Juan Ramón Ferreira Alonso               |
| Asuntos Europeos                                                              |                                          |                                          | Javier Bravo Arrobas                     | Teresa Nuria García Ramos                | Isabel María García López                |
| Estatuto de los Diputados                                                     |                                          |                                          | Isabel Sánchez Torremocha                | -                                        | Oscar Arturo Fernández Calle             |
| Fuente: Asamblea de Extremadura                                               |                                          |                                          |                                          |                                          |                                          |

###### Diputación Permanente
| Miembros de la Diputación Permanente de la Asamblea de Extremadura | Miembros de la Diputación Permanente de la Asamblea de Extremadura | Miembros de la Diputación Permanente de la Asamblea de Extremadura | Miembros de la Diputación Permanente de la Asamblea de Extremadura |
| Nombre                                                             | Cargo                                                              | G.P.                                                               | G.P.                                                               |
| Miembros de la Mesa                                                | Miembros de la Mesa                                                | Miembros de la Mesa                                                | Miembros de la Mesa                                                |
| ------------------------------------------------------------------ | ------------------------------------------------------------------ | ------------------------------------------------------------------ | ------------------------------------------------------------------ |
| Blanca Martín Delgado                                              | Presidenta                                                         |                                                                    |                                                                    |
| Lara Garlito Batalla                                               | Vicepresidenta primera                                             |                                                                    |                                                                    |
| Manuel Naharro Gata                                                | Vicepresidente segundo                                             |                                                                    |                                                                    |
| María Elena Nevado del Campo                                       | Secretaria primera                                                 |                                                                    |                                                                    |
| Estrella Gordillo Vaquero                                          | Secretaria segunda                                                 |                                                                    |                                                                    |
| José Antonio González Frutos                                       | Secretario tercero                                                 |                                                                    |                                                                    |
| Miembros                                                           | Grupo Parlamentario                                                | Grupo Parlamentario                                                | Grupo Parlamentario                                                |
| María Piedad Álvarez Cortés                                        | GP Socialista 7 Miembros (4 + 3 en mesa)                           |                                                                    |                                                                    |
| Jorge Amado Borrella                                               | GP Socialista 7 Miembros (4 + 3 en mesa)                           |                                                                    |                                                                    |
| Juan Ramón Ferreira Alonso                                         | GP Socialista 7 Miembros (4 + 3 en mesa)                           |                                                                    |                                                                    |
| Soraya Vega Prieto                                                 | GP Socialista 7 Miembros (4 + 3 en mesa)                           |                                                                    |                                                                    |
| Abel Bautista Morán                                                | GP Popular 6 Miembros (4 + 2 en mesa)                              |                                                                    |                                                                    |
| María Mercedes Morán Álvarez                                       | GP Popular 6 Miembros (4 + 2 en mesa)                              |                                                                    |                                                                    |
| José Ángel Sánchez Juliá                                           | GP Popular 6 Miembros (4 + 2 en mesa)                              |                                                                    |                                                                    |
| María Teresa Tortonda Gordillo                                     | GP Popular 6 Miembros (4 + 2 en mesa)                              |                                                                    |                                                                    |
| Ángel Pelayo Gordillo Moreno                                       | GP Vox 1 Miembro                                                   |                                                                    |                                                                    |
| Irene de Miguel Pérez                                              | GP Unidas por Extremadura 2 Miembros (1 + 1 en mesa)               |                                                                    |                                                                    |
| Fuente: Asamblea de Extremadura                                    |                                                                    |                                                                    |                                                                    |

## Senadores designados por la Asamblea de Extremadura
| Partido político | Partido político                                 | Senadores                    | Fecha inicio         | Fecha fin |
| ---------------- | ------------------------------------------------ | ---------------------------- | -------------------- | --------- |
|                  | Partido Socialista Obrero Español de Extremadura | Guillermo Fernández Vara     | 17 de agosto de 2023 |           |
|                  | Vox                                              | Ángel Pelayo Gordillo Moreno | 17 de agosto de 2023 |           |
| Fuente: RTVE     |                                                  |                              |                      |           |

| Predecesor: X Legislatura | Legislaturas de la Asamblea de Extremadura XI Legislatura | Sucesor: XII Legislatura |